# Amphoe Moei Wadi
Amphoe Moei Wadi (Thai: อำเภอ เมยวดี) ist ein Landkreis (Amphoe – Verwaltungs-Distrikt) im Norden der Provinz Roi Et. Die Provinz Roi Et liegt in der Nordostregion von Thailand, dem so genannten Isan.

## Geographie
Amphoe Moei Wadi grenzt an die folgenden Landkreise (von Osten im Uhrzeigersinn): an die Amphoe Nong Phok und Phon Thong in der Provinz Roi Et, an Amphoe Kuchinarai der Provinz Kalasin sowie an Amphoe Nong Sung der Provinz Mukdahan.

## Geschichte
Moei Wadi wurde am 1. April 1978 zunächst als „Zweigkreis“ (King Amphoe) eingerichtet, indem die beiden Tambon Moei Wadi und Chumphon vom Amphoe Phon Thong abgetrennt wurden.
Am 3. November 1993 wurde er zum Amphoe heraufgestuft.

## Verwaltungseinheiten

### Provinzverwaltung
Der Landkreis Moei Wadi ist in vier Tambon („Unterbezirke“ oder „Gemeinden“) eingeteilt, die sich weiter in 43 Muban („Dörfer“) unterteilen.
| Nr. | Name       | Thai    | Muban | Einw. |
| --- | ---------- | ------- | ----- | ----- |
| 1.  | Moei Wadi  | เมยวดี   | 11    | 5.642 |
| 2.  | Chumphon   | ชุมพร    | 14    | 7.958 |
| 3.  | Bung Loet  | บุ่งเลิศ   | 09    | 4.898 |
| 4.  | Chom Sa-at | ชมสะอาด | 09    | 4.306 |

### Lokalverwaltung
Es gibt vier Kommunen mit „Kleinstadt“-Status (Thesaban Tambon) im Landkreis:
- Moei Wadi (Thai: เทศบาลตำบลเมยวดี) bestehend aus dem kompletten Tambon Moei Wadi.
- Chumphon (Thai: เทศบาลตำบลชุมพร) bestehend aus dem kompletten Tambon Chumphon.
- Bung Loet (Thai: เทศบาลตำบลบุ่งเลิศ) bestehend aus dem kompletten Tambon Bung Loet.
- Chom Sa-at (Thai: เทศบาลตำบลชมสะอาด) bestehend aus dem kompletten Tambon Chom Sa-at.